# Lydidentitet
En lydidentitet er den lyd, virksomheden eller produktet kan genkendes på. Ideen med en lydidentitet er at skabe genkendelighed og synergi på tværs af alle de lydmæssige kommunikationskanaler, som virksomheden eller produktet benytter. Så uanset hvor og hvornår virksomhedens kunder, samarbejdspartnere og medarbejdere møder virksomheden, så kan de genkende brandet på lyden. 
En lydidentitet skaber genkendelighed på tværs af medier, forstærker brandet (både internt og eksternt), skaber synergi i markedsføring og profilering.
Lydbranding er det værktøj, virksomheder bruger, for at skabe en lydidentitet. Her indgår oftes et lydlogo på virksomhedens lydside i fx radio- og TV-reklamer, på web, i telefon IVR systemer (ventemusik), podcast, ringetoner osv.